# París-Tours 2014
La París-Tours 2014 fou la 108a edició de la París-Tours. La cursa es disputà el diumenge 12 d'octubre de 2014 sobre un recorregut de 237,5 km i s'emmarcava dins el calendari de l'UCI Europa Tour 2014.
El vencedor final fou el belga Jelle Wallays (Topsport Vlaanderen-Baloise), que s'imposà a Thomas Voeckler (Team Europcar), únics supervivents de l'escapada inicial. Tercer va ser Jens Debusschere (Lotto-Belisol) que es va imposar a l'esprint del grup.

## Equips
L'organitzador Amaury Sport Organisation comunicà la llista dels equips convidats l'11 de setembre de 2014. 21 equips foren els escollits: 11 ProTeams, 7 equips continentals professionals i 3 equips continentals:
| Nom de l'equip          | País          | Codi |
| ----------------------- | ------------- | ---- |
| AG2R La Mondiale        | França        | ALM  |
| Belkin Pro Cycling Team | Països Baixos | BEL  |
| BMC Racing Team         | Estats Units  | BMC  |
| Team Europcar           | França        | EUC  |
| FDJ                     | França        | FDJ  |
| Garmin-Sharp            | Estats Units  | GRS  |
| Giant-Shimano           | Països Baixos | GIA  |
| Lotto-Belisol           | Bèlgica       | LTB  |
| Omega Pharma-Quick Step | Bèlgica       | OPQ  |
| Team Tinkoff-Saxo       | Rússia        | TCS  |
| Trek Factory Racing     | Estats Units  | TFR  |

| Nom de l'equip               | País       | Codi |
| ---------------------------- | ---------- | ---- |
| Bretagne-Séché Environnement | França     | BSE  |
| Cofidis                      | França     | COF  |
| IAM Cycling                  | Suïssa     | IAM  |
| MTN-Qhubeka                  | Sud-àfrica | MTN  |
| NetApp-Endura                | Alemanya   | TNE  |
| Topsport Vlaanderen-Baloise  | Bèlgica    | TSV  |
| Wanty-Groupe Gobert          | Bèlgica    | WGG  |

| Nom de l'equip          | País   | Codi |
| ----------------------- | ------ | ---- |
| BigMat-Auber 93         | França | AUB  |
| La Pomme Marseille 13   | França | LPM  |
| Roubaix Lille Métropole | França | RLM  |

## Classificació final
| #  | Ciclista                  | Equip                        | Temps      |
| -- | ------------------------- | ---------------------------- | ---------- |
| 1  | Jelle Wallays (BEL)       | Topsport Vlaanderen-Baloise  | 5h 26' 18" |
| 2  | Thomas Voeckler (FRA)     | Team Europcar                | m. t.      |
| 3  | Jens Debusschere (BEL)    | Lotto-Belisol                | + 12       |
| 4  | Roy Jans (BEL)            | Wanty-Groupe Gobert          | m. t.      |
| 5  | Heinrich Haussler (AUS)   | IAM Cycling                  | m. t.      |
| 6  | Jempy Drucker (LUX)       | Wanty-Groupe Gobert          | m. t.      |
| 7  | Kristian Sbaragli (ITA)   | MTN Qhubeka                  | m. t.      |
| 8  | Pierre-Luc Périchon (FRA) | Bretagne-Séché Environnement | m. t.      |
| 9  | Guillaume Levarlet (FRA)  | Cofidis                      | m. t.      |
| 10 | Jos van Emden (NED)       | Belkin Pro Cycling Team      | m. t.      |